# Теофільки
Теофі́льки (пол. Teofilki) — село в Польщі, у гміні Ґрабув Ленчицького повіту Лодзинського воєводства.
У 1975—1998 роках село належало до Конінського воєводства.